# Karres
Karres ist eine Gemeinde mit 633 Einwohnern (Stand 1. Jänner 2024) im Bezirk Imst (Gerichtsbezirk Imst) des Bundeslandes Tirol (Österreich).

## Geografie

### Lage
Die Gemeinde Karres liegt im Oberinntal, am südwestlichen Fuße des Tschirgant. Das Haufendorf liegt auf einer Anhöhe über dem Inn, der hier eine Schlucht und gleichzeitig die Südgrenze bildet. Die Gemeinde hat eine Größe von siebeneinhalb Quadratkilometern. Davon sind siebzig Prozent bewaldet und 15 Prozent werden landwirtschaftlich genutzt.

### Nachbargemeinden
| Karrösten       | Tarrenz                                     | Haiming |
|                 | Kompassrose, die auf Nachbargemeinden zeigt |         |
| Arzl im Pitztal |                                             | Roppen  |

## Geschichte

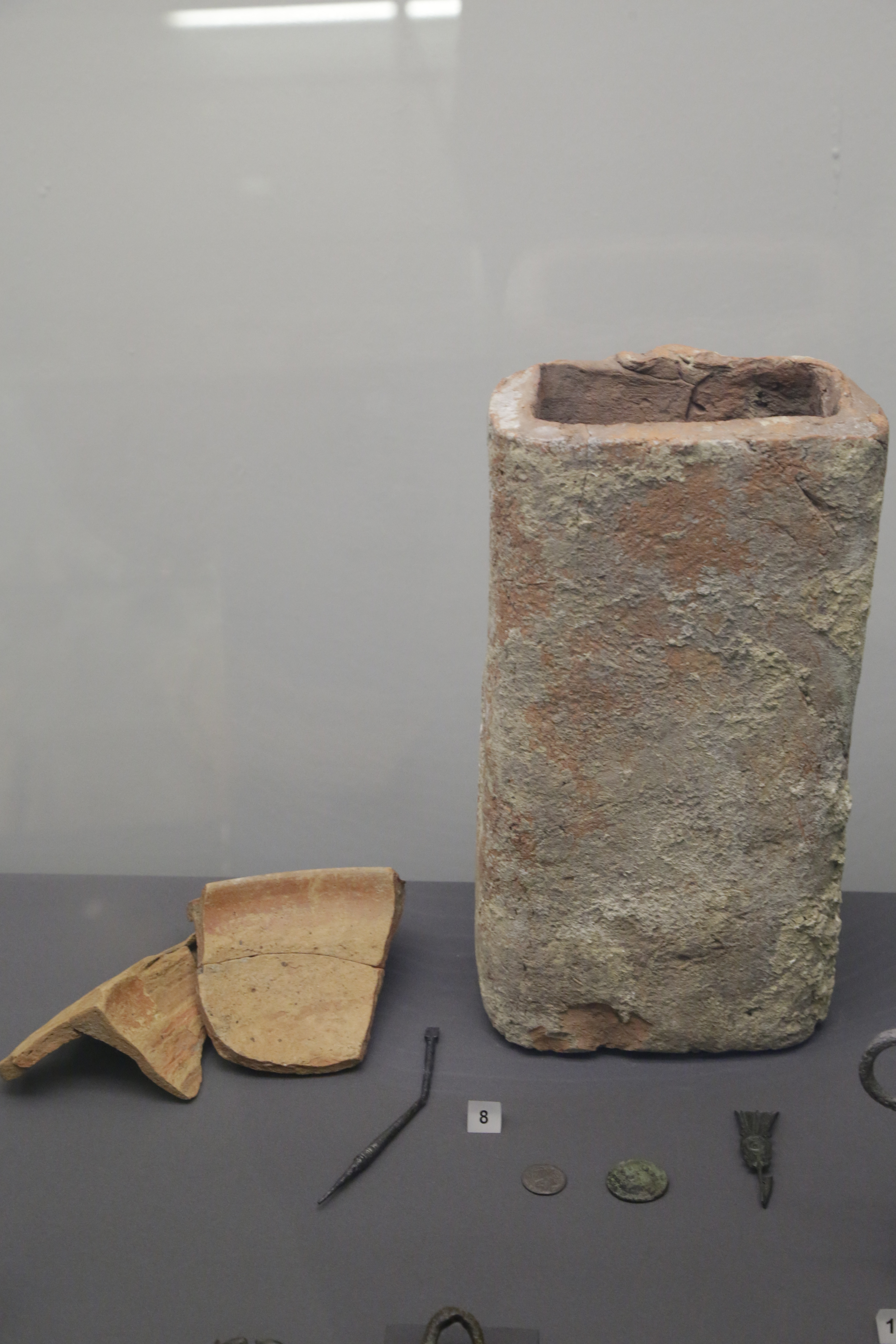
Funde aus der antiken Römerzeit, die in Karres gemacht wurden und heute im Tiroler Landesmuseum von Innsbruck präsentiert werden

Archäologische Funde wie Merkur-Statuen, Mauerreste und Grundmauern einer Villa beweisen, dass Karres schon zu römischen Zeiten besiedelt war. Jedoch geht man davon aus, dass eine Erstbesiedlung bereits in der späten Bronzezeit (1300 – 800 v. Chr.) stattfand.
Seitdem Karres ins mittelalterliche Stammesherzogtum Bayern einverleibt wurde, wurde der Ort vom Gericht Imst verwaltet. Gegen Ende des 13. Jahrhunderts kam die Gemeinde zum Petersberg.
Um 1099 wird „Cherres“ ersturkundlich anlässlich der Schenkung einer dortigen Hube an das Domkapitel Augsburg genannt. Der Name geht auf den antiken Wortteil *kar- zurück, was auf einen felsigen Hang bzw. Gestein hinweist. 1288 wird wiederum „Cherres“ im Tiroler Gesamturbar von Graf Meinhard II. genannt.  Bis dahin wurde der Ort vom Gericht St. Petersberg verwaltet. Etwa 12 Jahre scheint Karres als Gemeinde auf, welche einen eigenen Dorfmeister (vergleichbar mit dem Bürgermeister) hatte.
In den Zeiten des Mittelalters wurde am Tschirgant Bergbau betrieben, der jedoch im 19. Jahrhundert wieder eingestellt werden musste. Beweise dafür sind zwei Knappenhäuser.
1810 kam das Dorf wieder zum Gericht Imst, dies wurde im Jahr 1817 jedoch wieder invertiert. 1849 wurde Karres dem neu geschaffenen Gerichtsbezirk Silz zugeschlagen, 1907 jedoch an den Gerichtsbezirk Imst angegliedert.

### Bevölkerungsentwicklung
EinwohnerJahr2003004005006007001860189019201950198020102040EinwohnerEinwohnerentwicklung von Karres

## Kultur und Sehenswürdigkeiten

### Bauwerke
- Pfarrkirche hl. Stephanus mit umgebendem Friedhof und Friedhofskapelle
- Michaelskapelle

### Fluren und Wege
- Karrer Alm (1613 m) und weiter zum Tschirgant (2370 m)
- Karröster Alm (1467 m) und weiter zum Tschirgant (2370 m)
- Jakobsweg Österreich
- Inntaler Radweg
- Via Claudia Augusta

## Wirtschaft und Infrastruktur
Die Wald- und Wiesenflächen des Gemeindegebiets werden hauptsächlich von Nebenerwerbsbauern bewirtschaftet, daneben hat sich ein sanfter Tourismus etabliert.

### Wirtschaftssektoren, Arbeitsplätze
Von den 23 landwirtschaftlichen Betrieben des Jahres 2010 wurde einer im Haupt-, 21 im Nebenerwerb und einer von einer juristischen Person geführt. In der Landwirtschaft arbeiteten elf Erwerbstätige, im Produktionssektor 37, davon 35 in der Bauwirtschaft. Im Dienstleistungssektor waren 59 Personen beschäftigt, überwiegend in den Bereichen Handel, Verkehr und soziale und öffentliche Dienste.
Von den 321 Erwerbstätigen, die 2011 in Karres wohnten, arbeiteten 44 in der Gemeinde, mehr als 85 Prozent pendelten aus.

### Fremdenverkehr
Jährlich zählt Karres etwa 5000 Übernachtungen, wobei die wichtigsten Monate der Juli und der August sind.

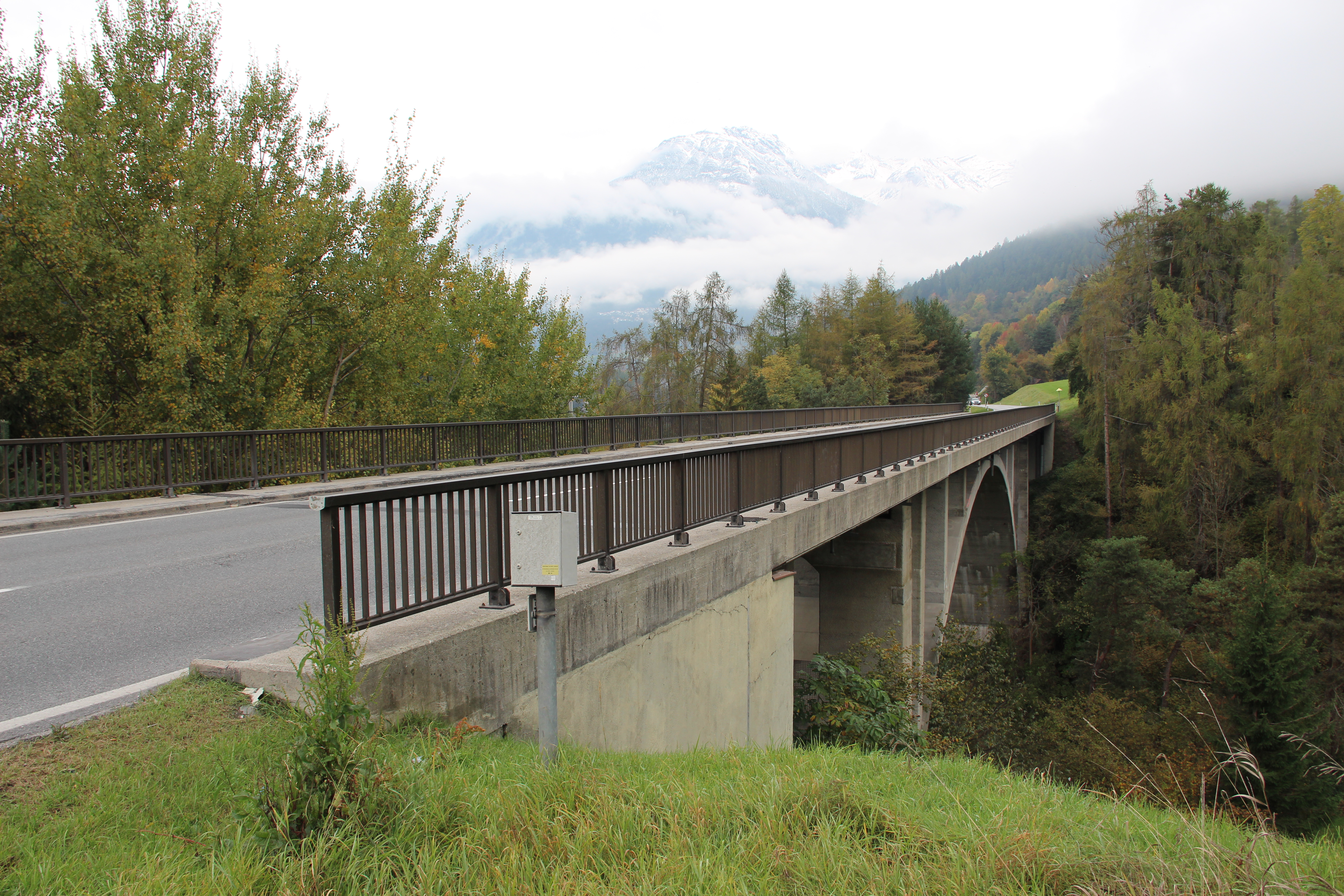
Die Karresschluchtbrücke der Tiroler Straße B171.

### Verkehr
- Eisenbahn: Die Arlbergbahn verläuft südlich der Gemeindegrenze. Der nächste Bahnhof ist Imst-Pitztal in fünf Kilometer Entfernung.[9]
- Straße: Durch das Gemeindegebiet verläuft die Tiroler Straße B171. Die Inntal Autobahn A12 untertunnelt Karres.

## Politik

### Gemeinderat
Der Gemeinderat besteht aus 11 Volksvertretern.
| Partei                        | 2022  | 2022    | 2016  | 2016    | 2010 | 2010    |
| Partei                        | %     | Mandate | %     | Mandate | %    | Mandate |
| ----------------------------- | ----- | ------- | ----- | ------- | ---- | ------- |
| (ÖVP) Neue Heimatliste Karres | 41,92 | 5       | 50,24 | 6       | 100  | 11      |
| Gemeinsam für Karres          | 41,48 | 4       |       |         |      |         |
| Bürgerliste Karres            | 16,95 | 2       | 49,76 | 5       |      |         |

### Bürgermeister
Bürgermeister von Karres ist Martin Gstrein (Gemeinsam für Karres).
| Bürgermeister-Kandidat | 2022  | 2022    |
| Bürgermeister-Kandidat | %     | Stimmen |
| ---------------------- | ----- | ------- |
| Schatz Emanuel (ÖVP)   | 48,81 | 225     |
| Gstrein Martin (GFK)   | 51,19 | 236     |

### Wappen
Die silbern-schwarze Spitze im Wappen von Karres stellt den Tschirgant dar, an dessen Fuße sich die Gemeinde befindet. Schlägel und Eisen verweisen auf die Bergbauvergangenheit. Das Wappen wurde im Jahr 1976 verliehen.

## Persönlichkeiten

### Söhne und Töchter der Gemeinde
- Stephan Krismer (1777–1869), Geistlicher, Klostergründer